# Haplophyton cimicidum
Haplophyton cimicidum är en oleanderväxtart som beskrevs av A.Dc.. Haplophyton cimicidum ingår i släktet Haplophyton och familjen oleanderväxter. Inga underarter finns listade i Catalogue of Life.